# 가와니시촌 (교토부 가사군)
가와니시촌(일본어: 河西村)은 일본 교토부 가사군에 설치되었던 촌이다. 현재의 후쿠치야마시에 해당한다.

## 역사
- 1889년 4월 1일 - 정촌제 시행에 의해 4촌의 구역을 가지고 성립하였다.
- 1951년 4월 1일 - 고모리정에 편입, 동일 가와니시촌은 폐지되었다.

## 교통

### 철도
- 호쿠탄 철도

호쿠탄 철도는 1923년 9월 22일에 개업하였고, 1971년에 휴업후 3년뒤인 1974년에 폐선되었다.

## 参考文献
- 「角川日本地名大辞典」編纂委員会『角川日本地名大辞典 26 京都府 上巻』角川書店、1982年
- 大江町誌編纂委員会『大江町史 通史編 下巻』大江町、1984年